# العقلة (تبسة)
العقلة أو عقلة قساس، (بالأمازيغية: ⴰⵍⵄⵇⵍⴰ ، لعڨلة ، بالفرنسية :El Ogla) بلدية من بلديات دائرة العقلة بولاية تبسة الجزائرية.

## أصل التسمية
تسمى أيضا عقلة قساس. سميت بهذا الاسم نسبة أنها كانت معقلا للجمال في الماضي
ويقال أيضا لانها كانت تحتوي كميات كبيرة من الماء (معقل للماء)، وفي رواية أخرى يقال أنها كانت تسمى الأربعاء وذلك لأن السوق الأسبوعية كانت ولا زالت منذ القدم كل يوم أربعاء.

## الجغرافيا والسكان
تقع البلدية على الجنوب الغربي من عاصمة الولاية تبسة مع حدود ولاية خنشلة، على بعد حوالي 81 كلم ويبلغ عدد سكانها 38000 نسمة ويتوزعون في المدينة مركز ووبئر التراب وبسباس وغيرها.
ولها عدة أرياف تابعة لها منها: تماروت، ذراع الحنوشة الحميمة وأم الريحان(إمريحان) وقارت(عوينة الرعيان) قساس وذراع العربية، كما يغلب على البلدية الطابع الرعوي مع زراعة الحبوب (القمح والشعير).

## اللغة
يتكلم سكان المنطقة اللهجة الشاوية الأمازيغية الى جانب اللهجة الجزائرية

## المناخ والعادات
المناخ فيها يميل إلى المناخ الصحراوي حار وجاف صيفا وبارد وممطر نوعا ما شتاءا كما أن الغطاء النباتي فيها متوسط وهي منطقة رعوية
أما النظام الاجتماعي فهو محافظ على العادات والتقاليد، يسودها التحفظ والأخلاق السامية التي يتميز بها الجزائري الأصيل.